# 細波網蛾
細波網蛾（学名：Calindoea polygraphalis）为網蛾科波網蛾屬下的一个种。